# Bahía Aldoney
Die Bahía Aldoney (in Argentinien Bahía Berraz) ist eine Nebenbucht des Scar Inlet an der Oskar-II.-Küste des Grahamlands auf der Antarktischen Halbinsel.
Chilenische Wissenschaftler benannten sie nach Vizeadmiral Guillermo Aldoney Hansen, Leiter der chilenischen Marineakademie von 1974 bis 1975. Namensgeber der argentinischen Benennung ist Miguel A. Berraz, der am 15. September 1976 gemeinsam mit zehn weiteren Besatzungsmitgliedern beim Absturz einer Lockheed P-2 Neptune am Mount Friesland auf der Livingston-Insel ums Leben gekommen war.